# Tom Clancy’s EndWar
Tom Clancy’s EndWar ist ein von Ubisoft Shanghai entwickeltes Echtzeit-Strategiespiel. Es erschien Ende 2008 für PlayStation 3 und Xbox 360. Im Februar 2009 folgte eine Windows-Umsetzung. Parallel zu den Konsolenveröffentlichungen erschien Versionen für die mobilen Konsolen Nintendo DS und PlayStation Portable. Diese wurden von Funatics entwickelt und zählen zum Genre der rundenbasierten Strategie. Das Szenario stammt vom Romanschriftsteller Tom Clancy. Es behandelt einen fiktiven Dritten Weltkrieg zwischen Europa, den USA und Russland.

## Handlung
Die Handlung des Spiels beginnt im Jahr 2016, als ein Atomkrieg in Saudi-Arabien 20 Millionen Menschenleben fordert und den Ölpreis auf 800 Dollar pro Barrel steigen lässt. Ein Jahr später errichten die USA und Europa ein orbitales Raketenabwehrsystem, wodurch solche Kriege in Zukunft verhindert werden sollen. Im selben Jahr vereinigt sich die EU auch zur Europäischen Föderation.
Russland besitzt nun die weltweit größten Öl- und Erdgasvorräte und investiert Milliarden in die größte Aufrüstung seit dem Kalten Krieg.
2020, als die USA eine militärische Raumstation bauen wollen, tritt die EF aus Protest aus der NATO aus. Die Spannungen zwischen den USA, der EF und Russland führen schnell zum Dritten Weltkrieg.

## Spiel
Der Spieler trägt als Kommandant die Verantwortung für Panzertruppen, Artillerieeinheiten, Hubschraubercrews und Fußsoldaten.
Befehle können in der PS3-, Xbox-360- und Windows-Version neben dem Gamepad über Sprachsteuerung erteilt werden. Mit Sprachbefehlen werden die Truppen mit Hilfe einer Positionskarte befohlen.

## Fraktionen

### Europäische Föderation: Enforcer Corps
Die 2018 gegründete Europäische Föderation ist eine neue Supermacht. Sie soll zur Lösung von politischen, wirtschaftlichen, sicherheitsrelevanten und Umweltproblemen beitragen, die aufgrund der weltweiten Energiekrise aufgetreten sind. Offiziell ist sie die Weiterentwicklung der Europäischen Union, doch aufgrund der strengen Aufnahmekriterien konnten sich nur deren wohlhabende Mitglieder den Beitritt leisten. Großbritannien und Irland lehnten die Einladung ab und gründeten stattdessen das 'New Commonwealth'. Auch die seit jeher strikt neutrale Schweiz verweigerte sich dem Bündnis.
Profis aus Leidenschaft: Das Enforcer Corps der Europäischen Föderation setzt sich aus erfahrenen Anti-Terrorspezialisten und Elite-Friedenstruppen aus ganz Europa zusammen. Diese hervorragend ausgebildeten Soldaten geraten niemals in Panik, sind äußerst präzise und auf den Häuserkampf spezialisiert. Auch in der elektronischen Kriegsführung und mit Energie-Richtwaffen kennen sie sich bestens aus. Außerdem verfügen sie über die schnellsten Gefechtsfahrzeuge aller Konfliktparteien. Das Enforcer Corps hat darüber hinaus Zugriff auf die besten nichttödlichen Waffen der Welt.

### USA: Joint Strike Force
Nach der Auflösung der NATO und der Gründung der Europäischen Föderation brachen die USA mit ihren einstigen treuen Verbündeten. Die beiden Supermächte liefern sich nun ein kostspieliges und umstrittenes Wettrüsten im Weltraum. Dieser Konkurrenzkampf eskaliert, als die USA die Freedom Star ins All schießen wollen, eine riesige militärisch genutzte Raumstation, die nach Auffassung der Europäer deren Raketenschild-Satelliten ausschalten könnte.
Die Joint Strike Force ist die Weiterentwicklung der heutigen Marine Expeditionary Units und für wirkungsvolle kombinierte Boden- und Luftangriffe bekannt. Ihre Soldaten verkörpern geradezu die Redewendung 'hohes Tempo, geringer Luftwiderstand', zeichnen sich durch ihre Treffsicherheit aus und sind in kürzester Zeit auf der ganzen Welt einsatzbereit. Die Tarnfähigkeiten und Gefechtsfeldroboter der JSF suchen ihresgleichen.

### Russland: Speznas
Seit dem Atomkrieg, der 2016 im Nahen Osten tobte, ist Russland der weltweit größte Öl- und Gasexporteur und erlebt jetzt einen unglaublichen Wirtschaftsboom. Die neu erstarkte Supermacht setzt die Gelder für die Aufrüstung ihrer Armee ein, die mittlerweile schlagkräftiger ist als zu Zeiten des Kalten Kriegs.
Der ungezügelten, brutal-rohen Kampfkraft der Speznas-Gardisten kann keine andere Truppe der Welt das Wasser reichen. Die Mitglieder dieser Elite-Einheit haben ihre Erfahrungen in zahlreichen innerrussischen Konflikten gesammelt. Sie sind äußerst effizient, entschlossen und absolut tödlich. Die Speznas neigen zum Einsatz von schweren Waffen und Panzern und passen gerne Standard-Ausrüstungsgegenstände auf geniale Weise an ihre spezifischen Bedürfnisse an. Daher starren ihre Fahrzeuge oft vor zusätzlich angebrachten Waffensystemen, deren Montage den ursprünglichen Entwicklern nicht im Traum eingefallen wäre.

## Romane zum Spiel
- Tom Clancy’s EndWar von David Michaels, März 2009, Panini Verlag, ISBN 3-8332-1818-5.
- Tom Clancy’s EndWar: The Hunted von David Michaels, Februar 2011, Berkley, ISBN 978-0-425-23771-7.
- Tom Clancy’s EndWar: The Missing von Peter Telep, September 2013, Berkley, ISBN 978-0-425-26629-8.